# Pedro Queirós
Pedro Miguel Barbosa Queirós (n. 8 august 1984, Santo Tirso, Districtul Porto, Portugalia), cunoscut ca Pedro Queirós este un fotbalist portughez, care joacă pe post de fundaș la GD Estoril Praia⁠(d) în Campeonato Nacional de Futebol Feminino⁠(d). De-a lungul carierei a mai evoluat la Vitória Setúbal, Paços Ferreira, Feirense dar și la Gloria Bistrița.

## Palmares
Astra Giurgiu
- Liga I (1): 2015-16